# 6029 Edithrand
A 6029 Edithrand (ideiglenes jelöléssel 1948 AG) egy kisbolygó a Naprendszerben. E. Wirtanen fedezte fel 1948. január 14-én.